# Ставок (Вілейський район)
Ставо́к (біл. Ставок) — село в складі Вілейського району Мінської області, Білорусь. Село підпорядковане Рабунській сільській раді, розташоване в північній частині області.